# Râul Cerbului
Râul Cerbului este un curs de apă, afluent al râului Cungrea. 